# Cabo de São Tomé

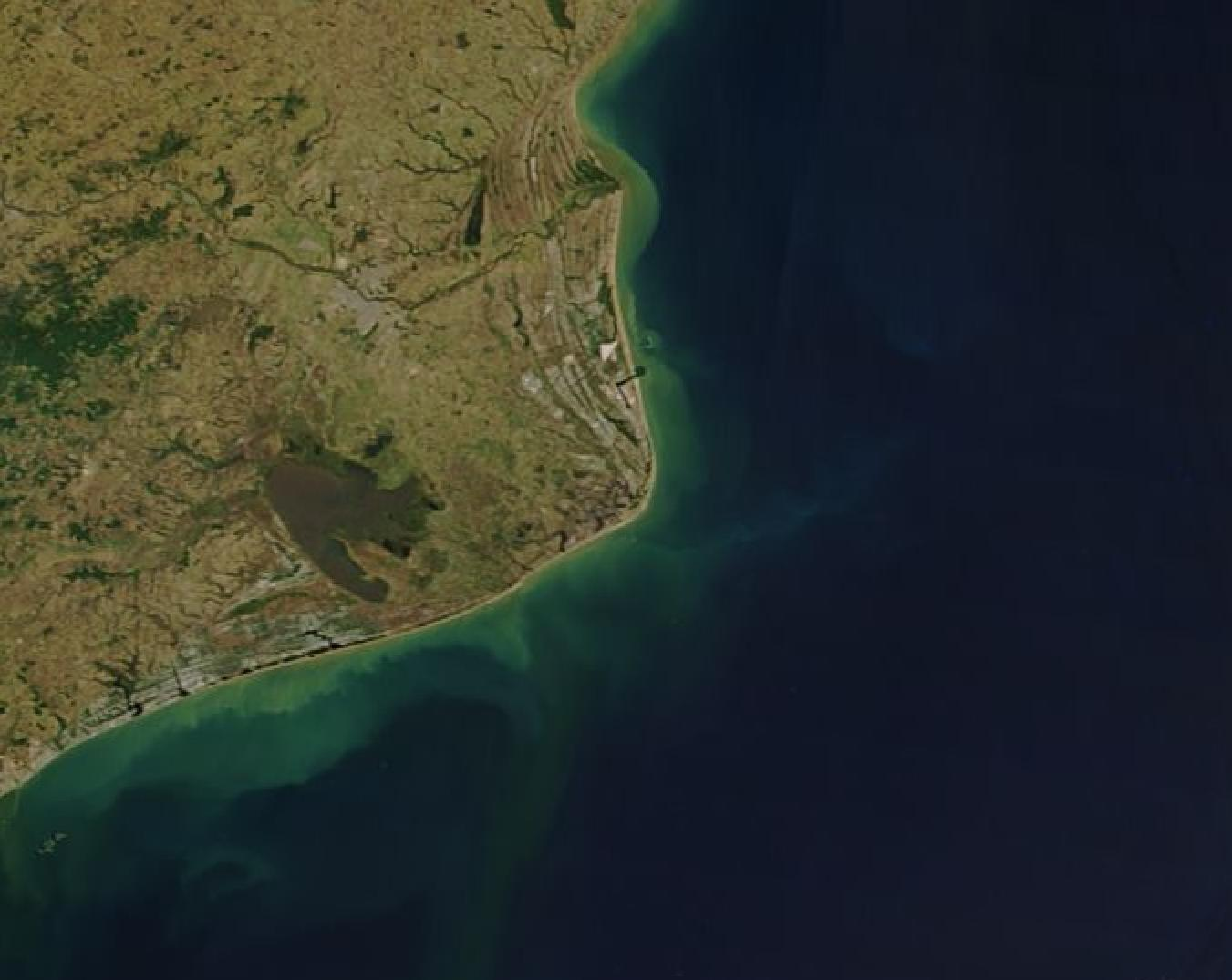
Imagem de satélite do Cabo de São Tomé.

O Cabo de São Tomé, também conhecida como Farol de São Tomé, Praia do Farol ou simplesmente Farol, é uma península em Campos dos Goytacazes, no estado do Rio de Janeiro, no litoral do sudeste do Brasil. Dista 40 km a sudeste do centro da cidade de Campos.
O cabo foi formado por sedimentos depositados pelo Rio Paraíba do Sul. Foi avistado pela primeira vez por europeus em 1501.
O nome Farol de São Tomé se dá ao fato de na praia campista ter sido construído em 1882 o monumento do farol em comemoração do aniversário da Princesa Isabel. A obra foi projetada pelo engenheiro francês Gustave Eiffel, o mesmo que participou da construção da Estátua da Liberdade, em Nova Iorque (1888), e da Torre Eiffel em Paris (1889). Tem 45 metros de altura e 216 degraus.

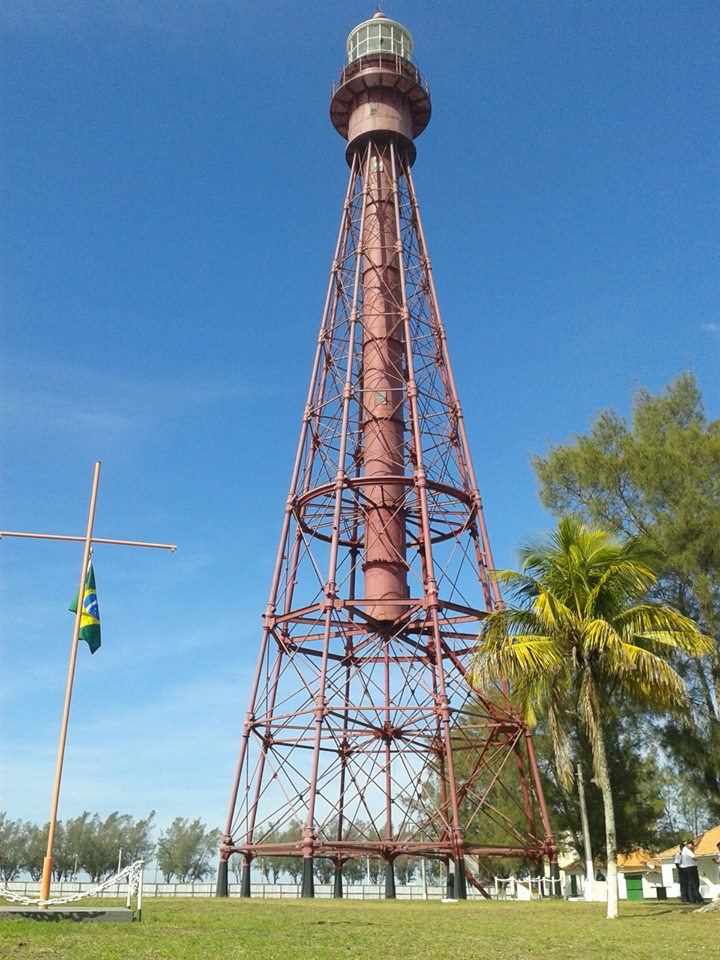
Farol de São Thomé, localizado na praia do Farol, no município brasileiro de Campos dos Goytacazes, estado do Rio de Janeiro